# Первые Черчилли
Первые Черчилли (англ. The First Churchills) — британский исторический двенадцатисерийный сериал компании Би-би-си, выпущенный в 1969 году, посвящённый жизни и деятельности Джона Черчилля, герцога Мальборо и его жены Сары Черчилль, герцогини Мальборо. Фильм поставлен на высоком историческом и художественном уровне. В основу фильма положен фундаментальный труд британского государственного деятеля Уинстона Черчилля «Мальборо: его жизнь и деяния». В сериале Джон Невилл играет герцога, а Сьюзан Хэмпшир — герцогиню. Автором сценария и продюсером сериала стал Дональд Уилсон, а режиссёром стал Дэвид Джайлз. Сериал примечателен тем, что он был первой программой, показанной на канале PBS в продолжительном составе антологии «Masterpiece» в Соединённых Штатах Америки. Уилсон и Джайлз, незадолго до этого, достигли успеха в написании и режиссуре телесериала «Саги о Форсайтах», в которой также играли Сьюзан Хэмпшир и Маргарет Тайзак.

## Сюжет
Сериал представляет жизнь Джона и Сары Черчилль от их встречи в 1673 году до момента, вскоре после смерти королевы Анны в 1714 году, и по ходу повествования их жизни иллюстрирует большую часть контекста современной им английской политики. Как и многие сериалы BBC того времени, он был низкобюджетным, со студийными декорациями и, как правило, избегал батальных и массовых сцен, потому что их не могли убедительно поставить, однако он был цветным и с большой командой известным английских актёров. Сериал основан на литературной биографии герцога Мальборо его известного потомка Уинстона Черчилля, и поэтому представляет собой довольно удачную экранизацию портрета герцога Мальборо.

## Эпизоды
- «Непорочная нимфа»
- «Свадебный пир»
- «Заговор и контрзаговор»
- «Лев и единорог»
- «Восстание»
- «Протестантский ветер»
- «Испытание силы»
- «Королева приказывает»
- «Примирение»
- «Знаменитая Победа»
- «Разорвать круг»
- «Не без чести»[1]

## В ролях
В сериале изображены наиболее важные политические фигуры того времени:
- Король Карл II — Джеймс Вилльерс;
- Король Яков II — Джон Вестбрук;
- Королева Мария, жена Якова II — Шейла Гиш;
- Король Вильгельм III — Алан Роу;
- Королева Мария II — Лиза Даниэли;
- Королева Анна — Маргарет Тайзак;
- Принц Герг Датский, муж королевы Анны — Роджер Маттон;
- Король Людовик XIV — Роберт Робинсон;
- Сидни Годольфин — Джон Стэндинг;
- Лорд Шефтсбери — Фредерик Пейсли;
- Лорд Шрусбери — Джоб Стюарт;
- Джеймс, герцог Монмут — Джеймс Керри;
- Роберт Харли — Ричард Пирсон;
- Барбара, герцогиня Кливленд — Мойра Редмонд;
- Фрэнсис Годольфин — Ричард Уорвик;
- Генриетта Черчилль — Полли Адамс;
- Джон Уилмот, граф Рочестер — Грэм Армитейдж;
- Лорд Рассел — Колин Бин;
- Герцогиня Портсмут — Консуэла Чепмен;
- Чарльз Черчилль — Майкл Калвер;
- Нелл Гвин — Андрия Лоуренс;
- Д’Артаньян — Майкл Линч;
- Генриетта Уэнтворт — Кэй Патрик;
- Маркиз Кармартен — Артур Пентелоу;
- Герцог Бекингем — Брюс Перчейз;
- Лоуренс Хайд, 1-й граф Рочестер — Джон Рингем;
- Титус Оутс — Николас Смит;
- Генри Сент-Джон — Майкл Эттвелл;
- Абигейл Мешэм — Джилл Бэлкон;
- Джеймс Стюарт «Старый претендент» — Фредди Уилсон;
- Энн Черчилль[англ.] — Ивонн Антробас;
- Чарльз Спенсер, 3-й граф Сандерленд — Роберт Милл;
- Адам де Кардоннелл — Уильям Джоб;
- Уильям Кадоган — Бернард Тейлор;
- Джон Черчилль, маркиз Блэндфорд — Фрэнсис Уоллис;
- Антоний Гейнзиус — Дэвид Кинг;
- Граф Иоганн Венцель фон Митровиц[англ.] — Кеннет Ивс;
- Принц Евгений Савойский — Джон Саундерс;
- Маршал де Таллар — Эдвард Дентиф;
- Курфюрст Баварии — Гай Стандевен;
- Лорд Каттс[англ.] — Дональд Самптер
- Маркграф Баденский — Клайв Казес;
- Сэр Джон Ванбру — Джон Карлин;
- Сэмуэль Мешэм[англ.] — Гордон Уайтинг;
- Лорд Сомерс — Чарльз Уэст;
- Маркиз де Торси — Дерек Кокс;
- Герцогиня Сомерсет — Розина Стюарт;
- Герцог Сомерсет — Клиффорд Пэрриш;
- Лорд Галифакс — Остин Тревор;
- Роберт Спенсер, 2-й граф Сандерленд — Джон Хамфри;
- Графиня Сандерленд[англ.] — Лиллиас Уокер;
- Архиепископ Сэнкрофт — Кевин Стони;
- Граф Бентинк, позднее лорд Портленд — Роджер Бут;
- Роберт Янг[англ.] — Дэвид Харриес;
- Епископ Спрат[англ.] — Джулиан д’Альби;
- Архиепископ Тенисон — Грэм Лимен;
- Герцог Глостер — Майкл Рейнольдс.

## Музыкальное сопровождение
Темой вступительных титров каждой серии является «Trumpet Tune (Warlike Consort)» из V акта оперы Генри Пёрселла «Король Артур». Темой заключительных титров каждого эпизода является вторая пьеса, Рондо из случайной музыки Генри Пёрселла, написанная около 1695 года, к пьесе Афры Бен 1676 года «Абдельазер» или «Месть мавра», возможно, более известная как тема, используемая Бенджамином Бриттеном в «Путеводитель по оркестру для юных слушателей».

## Выпуск на DVD
Сериал был выпущен на DVD, распространяемым Acorn Media UK.